# Hamilton Rugby Football Club
Dernière mise à jour : 27 février 2013.
Le Hamilton RFC est un club écossais de rugby à XV situé à Hamilton, qui évolue dans le championnat d'Écosse de 2e division.

## Histoire
Le Hamilton RFC est fondé le 29 juin 1927 sous le nom de Hamilton Academy FP par d'anciens élèves de l'école d'Hamilton Academy.

## Palmarès
- Champion de troisième division en 2006
- Champion de quatrième division en 2005
- Champion de septième division en 1998

## Joueurs célèbres
- Richard Maxton